# Pupipō!
Pupipō! (プピポー!?) è un manga di genere fantastico e paranormale scritto e disegnato dal mangaka Rensuke Oshikiri e serializzato originalmente dal 2007 al 2009.
Nel 2013 è stato prodotto da AIC PLUS+ un adattamento anime del manga.

## Media

### Manga
Il manga Pupipō! è stato scritto e disegnato da Rensuke Oshikiri. L'opera è stata serializzata in 13 capitoli apparsi sulla rivista di fumetti online FlexComix Blood di Flex Comix dal 10 aprile 2007 al 5 agosto 2009. In seguito i capitoli sono stati raccolti in tre volumi tankōbon, pubblicati dal 6 marzo 2008 al 10 novembre 2009.

### Anime
Nel 2013 è andato in onda in Giappone un adattamento anime del manga, prodotto da AIC PLUS+ e trasmesso su TV Tokyo e AT-X dal 20 dicembre 2013 al 28 marzo 2014. L'anime si compone di 15 episodi, ciascuno dalla durata di 4 minuti. Ogni episodio termina con un disegno stilizzato che ritrae i personaggi della serie animata.

## Narrazione

### Trama
Wakaba Himeji è all'apparenza una tranquilla bambina delle elementari ma con una particolare abilità: è in grado di vedere gli spiriti maligni.
Queste visioni getteranno nella malinconia la piccola, fino a quando la sua piatta quotidianità verrà rotta con l'incontro della eccentrica nuova arrivata Reiko e di una creatura misteriosa, che le faranno prendere nuova coscienza sui suoi grandiosi poteri paranormali.

### Intreccio[2]
La vicenda comincia, senza presentazioni, in una mensa di una scuola elementare.
Da una finestra della stanza, alcuni spiriti disturbano la taciturna e misteriosa Wakaba Himeji, Al tavolo in cui è seduta la ragazza, si avvicinano un gruppo di studentesse; una fra queste è la sua vecchia conoscenza Reiko Azuma. Wakaba purtroppo non riconosce l'esuberante Reiko ben disposta a sedersi con lei.
Da qui le altre ragazze del gruppo cercano di sconsigliare a Reiko di stare vicino a Wakaba, mettendola in guardia sulle voci su di lei: a detta di molti, si sospetta che Wakaba sia una strega capace di far venire la febbre a chi gli sta accanto e il raffreddore a chi le dà il suo numero.
Questo non scoraggia certo Reiko anzi ne acquista ancor di più della ragazza solitaria: Reiko è un'amante dell'occulto. Le due ragazze, nonostante alcuni tentennamenti di Wakaba circa la storia della strega (Wakaba riesce a vedere seriamente i fantasmi), legano (e diventeranno le protagoniste dei fatti che succederanno più tardi nell'anime).
Questa decisione mettono in fibrillazione anche i genitori di Wakaba, ora risollevati che la figlia abbia trovato finalmente una coetanea con cui vada d'accordo. Prima di allora, Wakaba aveva presentato a loro soltanto alcuni trovatelli fra cani e gatti, che precipuamente avevano destato smodatamente le reazioni di preoccupazione per la figlia.
Durante una passeggiata nel parco, dove Reiko chiede insistentemente prova dei poteri a Wakaba, quest'ultima incontra una strana scatola che dice " Siate liberi di portarlo a casa". Da questa sporge e salta fuori una strana creatura rosa (molto simile per sembianza e comportamento al personaggio di videogiochi Kirby).
La ragazza porta a casa il "piccolo spirito maligno" (questo è come lo chiamerà successivamente dal padre di Wakaba) e quindi in camera sua. Nella notte corrente Wakaba ha un sogno dove dopo essere stata attaccata da uno spirito malefico, ella viene salvato dall'esserino rosa.
Seguiranno alcune disavventure: la possessione di Ryohei e la discesa nel mondo dei morti.
Riguardo alla possessione, Ryohei, animato da un sentimento di odio-amore, viene posseduto da un'entità malvagia che lo rende incontrollabile. Arriva il piccolo Po che aprirà un portale che aspirerà lo spirito e riporterà alla coscienza il ragazzo.
Riguardo all'altro episodio, avvenuto in un episodio postumo alla possessione, uno spirito provvisto di sola testa, controlla un'auto che la farà incidentare sul corpo della povera Reiko. Dal corpo del suo corpo uscirà la sua anima che verrà condotta dentro un portale.
Po e Wakaba entrano nel portale e vengono catapultati sopra il tetto di un treno. I due percorrono il tetto- Po si fa crescere due gambe per poter camminare-  e giungono sul vagone dove trovano l'entità di Reiko. Wakaba ricorda che si tratta del treno che porta le anime all'aldilà; i due eroi dunque districandosi fra i vari fantasmi che sono sul treno, riescono a portare nel mondo dei vivi Reiko.
Il gruppo fa conoscenza di Naoya, un ragazzo che racconta di vedere, come Wakaba i fantasmi. Da Po, che fino ad allora aveva parlato emettendo solo gemiti neonatali, rivela che per spezzare la maledizione devono ottenere il quadro "La fine dell'Oblio" del signor Bakuzan, maestro-pittore del padre di Wakaba.
Sotto l'incredulità di tutti il quadro si rivela essere un portale "per tutto ciò che è stato dimenticato". Qui, dopo aver annientato la tirannia di Lord Amanath, scopriranno che Po è lo spirito del nascituro figlio di Wakaba che è sfuggito da quel mondo per vegliare sulla madre.

## Personaggi
- Wakaba Himeji: la protagonista del manga è una bambina dai capelli neri molto introversa, umile e riflessiva.
- Reiko Azuma: di 11 anni, è una bambina molto vivace e con la passione dell'occulto[6]. Sarà la prima coetanea, a discapito dei pettegolezzi, a stringere un forte legame di amicizia con Wakaba.
- Po: è un mostriciattolo rosa dalle dimensioni di un palloncino. Ha comportamenti similmente da pargolo (nell'episodio 9 però ha una spiccata proprietà di linguaggio) ed ha straordinarie abilità, come quella di fluttuare, volare, aspirare gli spiriti ed aprire portali magici.
- Naoya Yūki: ragazzo dalla personalità decisa ed in grado, come Wakaba di vedere gli spiriti.
- Madre e padre di Wakaba: genitori di Wakaba, si presentano come delle persone entusiaste ed apprensive verso la loro unica figlia. Nonostante alcuni diverbi accoglieranno Po come un loro secondo figlio.
- Signor Bakuzan: un tempo pittore, adesso si diletta a dare lezioni di pittura al padre di Wakaba, ma con scarsi risultati. Dopo la morte della moglie, ha dipinto "La fine dell'oblio" che rappresenta un vortice che fa sparire le cose del passato.
- Miyori Sonoda e Ryōhei Ameyama: compagni di scuola di Wakaba, Reiko e Naoya. Spesso si trovano alleati nel maldestro intento di impedire la frequentazione fra Naoya e Wakaba, di cui rispettivamente sono segretamente innamorati.